# Oligotrichum crossidioides
Oligotrichum crossidioides là một loài rêu trong họ Polytrichaceae. Loài này được P.C. Chen & T.L. Wan ex W. X. Xu & R.L. Xiong mô tả khoa học đầu tiên năm 1984.